# René Malaise
René Edmond Malaise, född 29 september 1892 i Stockholm, död 1 juli 1978 i Rasta, Ekerö kommun, var en svensk entomolog som konstruerade en fälla för insekter, vilken oftast kallas för Malaisefälla. Han gjorde långa och dramatiska forskningsexpeditioner till Kamtjatka och Burma. Filosofie doktor 1945 på en avhandling om de asiatiska växtsteklarna.
Han var gift med journalisten och författaren Ester Blenda Nordström mellan 1925 och 1929. Hon deltog i hans utforskande av Kamtjatka i dåvarande Sovjetunionen, där han också varit tidigare mellan 1920 och 1922 tillsammans med Sten Bergman och Eric Hultén. År 1933 gifte han sig med Ebba Söderhäll (1890–1975), lärare i biologi och religionskunskap vid Lidingö läroverk. Hon följde med honom på expeditionen till Burma och Sydkina, som ägde rum från slutet av 1933 fram till början av 1935.
Han porträtteras i boken Flugfällan av Fredrik Sjöberg. René Malaise är begravd på Gamla kyrkogården i Gävle.